# Ulrich Kühn (Theologe)

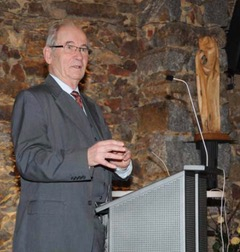
Ulrich Kühn bei einem Vortrag in Erfurt, 2009

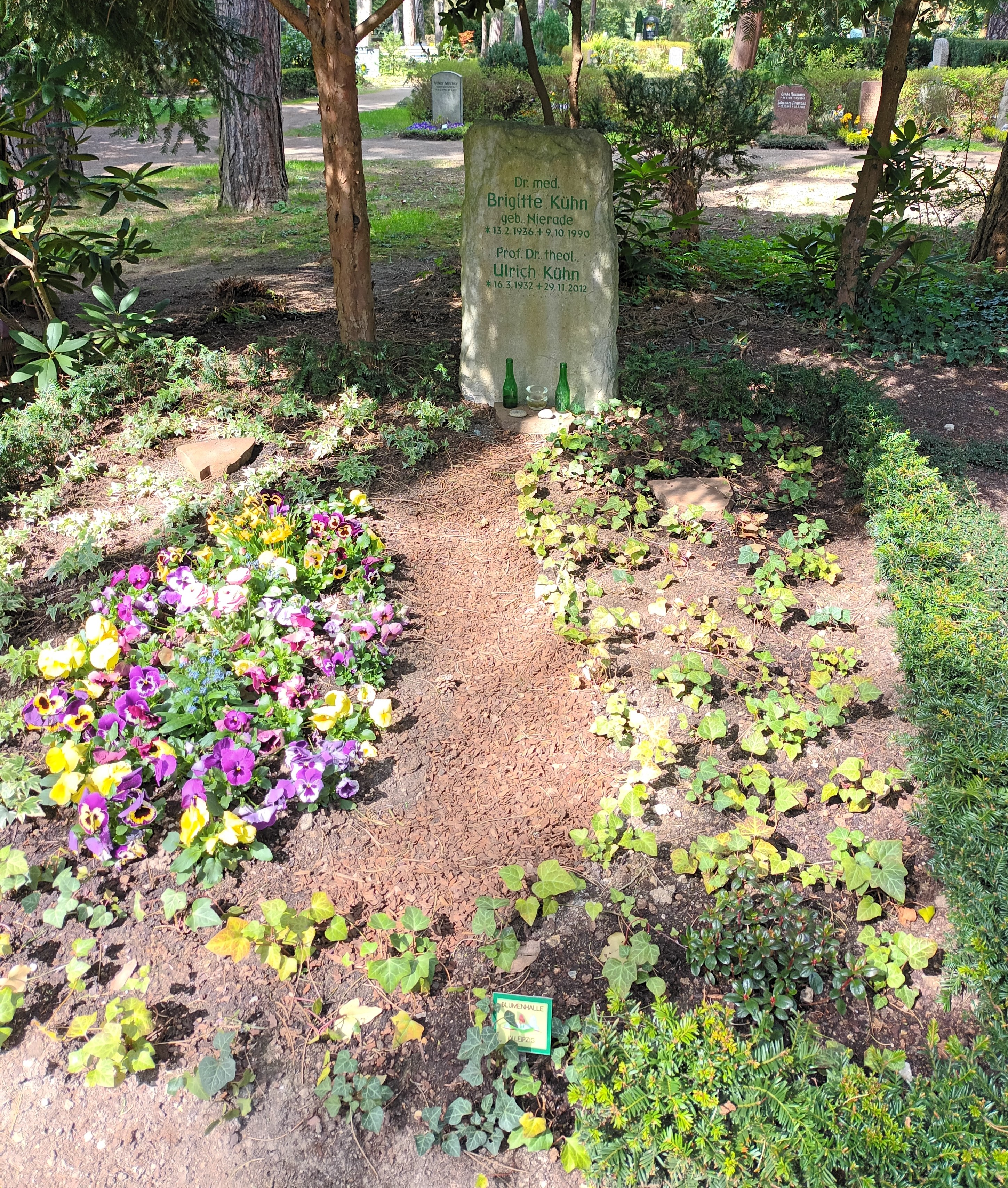
Grabstätte Ulrich Kühn

Ulrich Kühn (* 16. März 1932 in Halle (Saale); † 29. November 2012 in Leipzig) war ein deutscher lutherischer Theologe.

## Leben
Ulrich Kühn sang ab 1945 vier Jahre im Leipziger Thomanerchor. An der Universität Leipzig studierte er von 1949 bis 1954 Evangelische Theologie, insbesondere bei Ernst Sommerlath. Er wurde 1958 an der Universität Leipzig mit der Arbeit Natur und Gnade in der deutschen katholischen Theologie seit 1918 zum Dr. theol. promoviert. 1965 wurde er wissenschaftlicher Leiter der neugegründeten Konfessionskundlichen Forschungsstelle des Evangelischen Bundes in der DDR. 1963 habilitierte er sich für Systematische Theologie an der Universität Leipzig mit der Schrift Via caritatis. Theologie des Gesetzes bei Thomas von Aquin. 1964 wurde er ordiniert. Aufgrund einer heimlichen Geldsammlung (zur Bezahlung der Anwälte) für zwei Lehrkräfte der Theologischen Fakultät, die dem Ministerium für Staatssicherheit nicht verborgen blieb, wurde Kühn – anders als seine Kollegin Ingetraut Ludolphy – 1964 der Universität Leipzig verwiesen.
So wurde Kühn 1967 Hochschuldozent für Systematische Theologie am Sprachenkonvikt der Evangelischen Kirche in Berlin, von 1969 bis 1983 auch am Theologischen Seminar Leipzig tätig. 1983 wurde Kühn ordentlicher Universitätsprofessor für Systematische Theologie an der Universität Wien. 1987 übernahm er einen Lehrauftrag für Systematische Theologie an der Kirchlichen Hochschule Leipzig und wurde zum Honorarprofessor für Systematische Theologie an der Universität Wien ernannt. Nach einer Professur für Systematische Theologie 1991/92 an der Kirchlichen Hochschule Leipzig war er bis zu seiner Emeritierung 1997 Professor für Systematische Theologie unter besonderer Berücksichtigung der Dogmatik und Ökumenik an der Theologischen Fakultät der Universität Leipzig.
1995 wurde Kühn als Ordentliches Mitglied der Philologisch-Historischen Klasse in die Sächsischen Akademie der Wissenschaften zu Leipzig gewählt. Er war von 1968 bis 1991 Mitglied der Kommission für Glauben und Kirchenverfassung beim Ökumenischen Rat der Kirchen.
Obwohl Lutheraner, lehrte Kühn an der Päpstlichen Universität Gregoriana in Rom. Er engagierte sich für die Verwirklichung des gemeinsamen Abendmahls von katholischen und evangelischen Christen.
Kühns 2005 erschienenes Buch Zum evangelisch-katholischen Dialog. Grundfragen einer ökumenischen Verständigung sei „wie ein kleines Testament dieses großen und verdienstvollen lutherischen Theologen, der zu den Pionieren der evangelisch-katholischen Ökumene gehört“, urteilte Karl Lehmann.
Ulrich Kühn war verheiratet und hatte vier Kinder. Er lebte in Leipzig.
Ulrich Kühn wurde auf dem Südfriedhof in Leipzig beerdigt.